# Sven Jacobs
Sven Jacobs (Sint-Niklaas, 29 juli 1968) is een Belgisch cultureel adviseur en projectleider, voormalig directeur van SMAK, en docent cultuurbeleid en kunstmanagement aan de Koninklijke Academie voor Schone Kunsten van Antwerpen.

## Levensloop
Jacobs begon zijn carrière als financieel en administratief directeur van vzw De Rand, de koepel van culturele centra in de Brusselse Rand. Van mei 2002 tot maart 2008 zakelijk leider van het Stedelijk Museum voor Actuele Kunst afgekort SMAK in Gent, België.
Sinds 2008 werkt hij als adviseur en projectleider voor de Stad Gent (departement Strategie en Coördinatie). Van 2008 tot 2011 leidde hij het project ROI (Revitalisering Oude Industriehavens), een door de Europese Commissie gesubsidieerd project geleid door Gent met als partnersteden Oostende, Antwerpen, Leuven, Tilburg, Hasselt, Vlissingen en Roermond. Momenteel coördineert hij de implementatie van een Business Intelligence platform voor de stedelijke publieke sector van Gent.
Hiernaast werkt hij als docent cultuurbeleid en kunstmanagement aan de Koninklijke Academie voor Schone Kunsten van Antwerpen.

## Bestuursfuncties
- Afgevaardigd bestuurder en secretaris van het HISK (Hoger Instituut voor Schone Kunsten)
- Bestuurder VCG (Vrijzinnig Centrum Geuzenhuis) Gent